# Opuntia oricola
Opuntia oricola là một loài thực vật có hoa trong họ Cactaceae. Loài này được Philbrick mô tả khoa học đầu tiên năm 1964.

## Hình ảnh

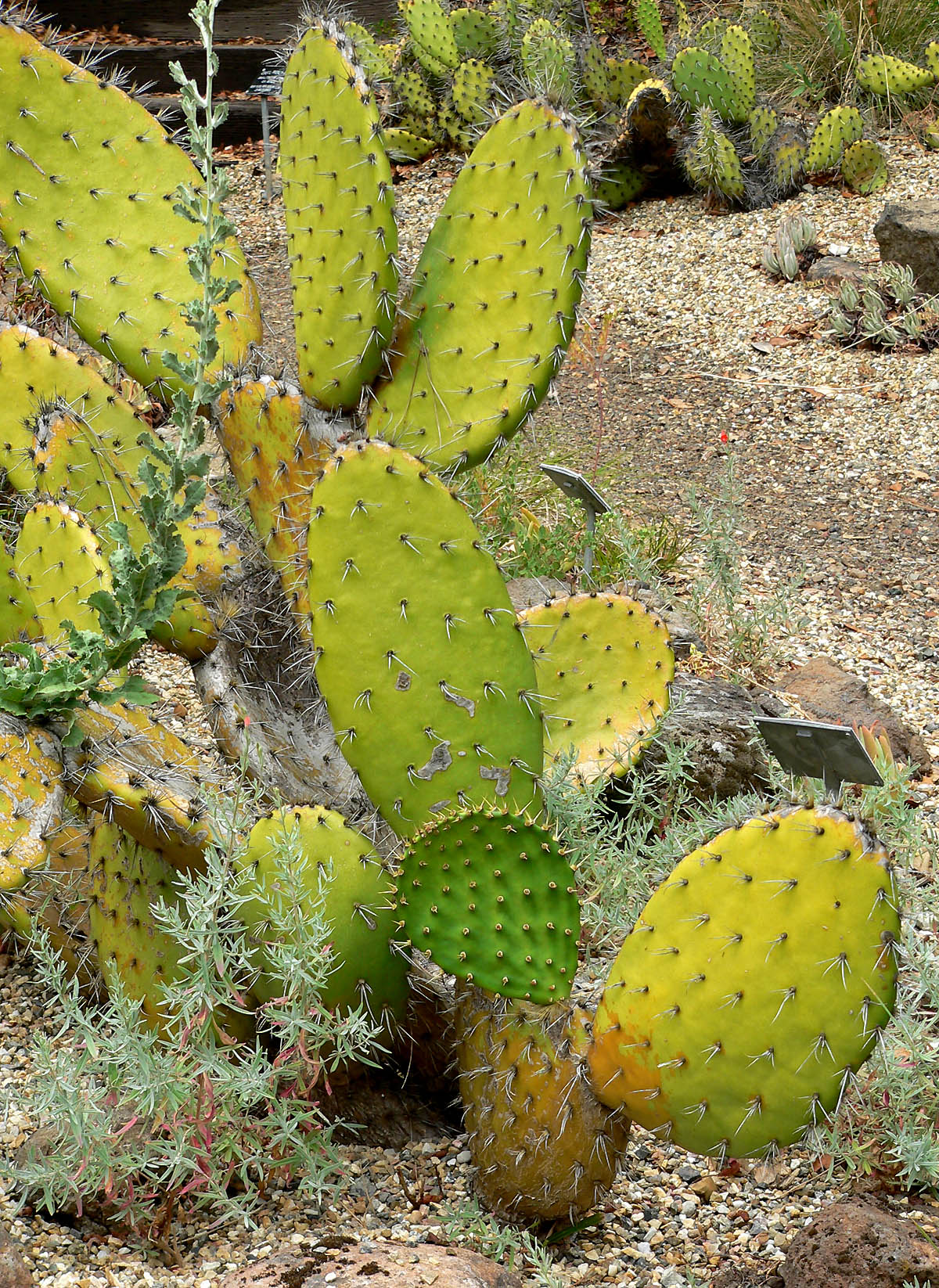
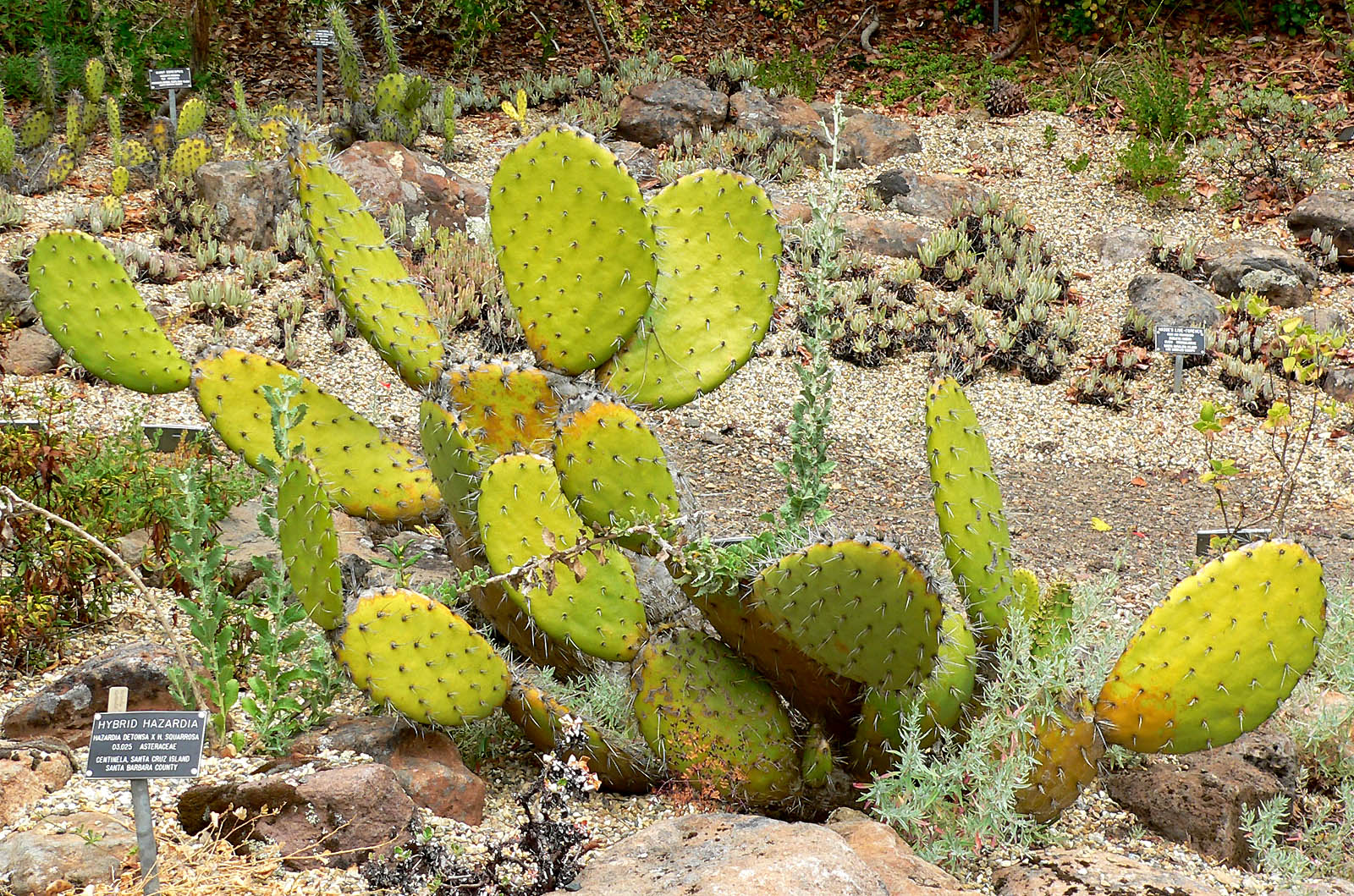